# 西地镇 (奇台县)
西地镇，是中华人民共和国新疆维吾尔自治区昌吉回族自治州奇台县下辖的一个乡镇级行政单位。

## 行政区划
西地镇下辖以下地区：
条湖村、桥子村、西地村、东地村、沙山子村、旱沟村和小渠子村。